# 哈尔滨地铁1号线

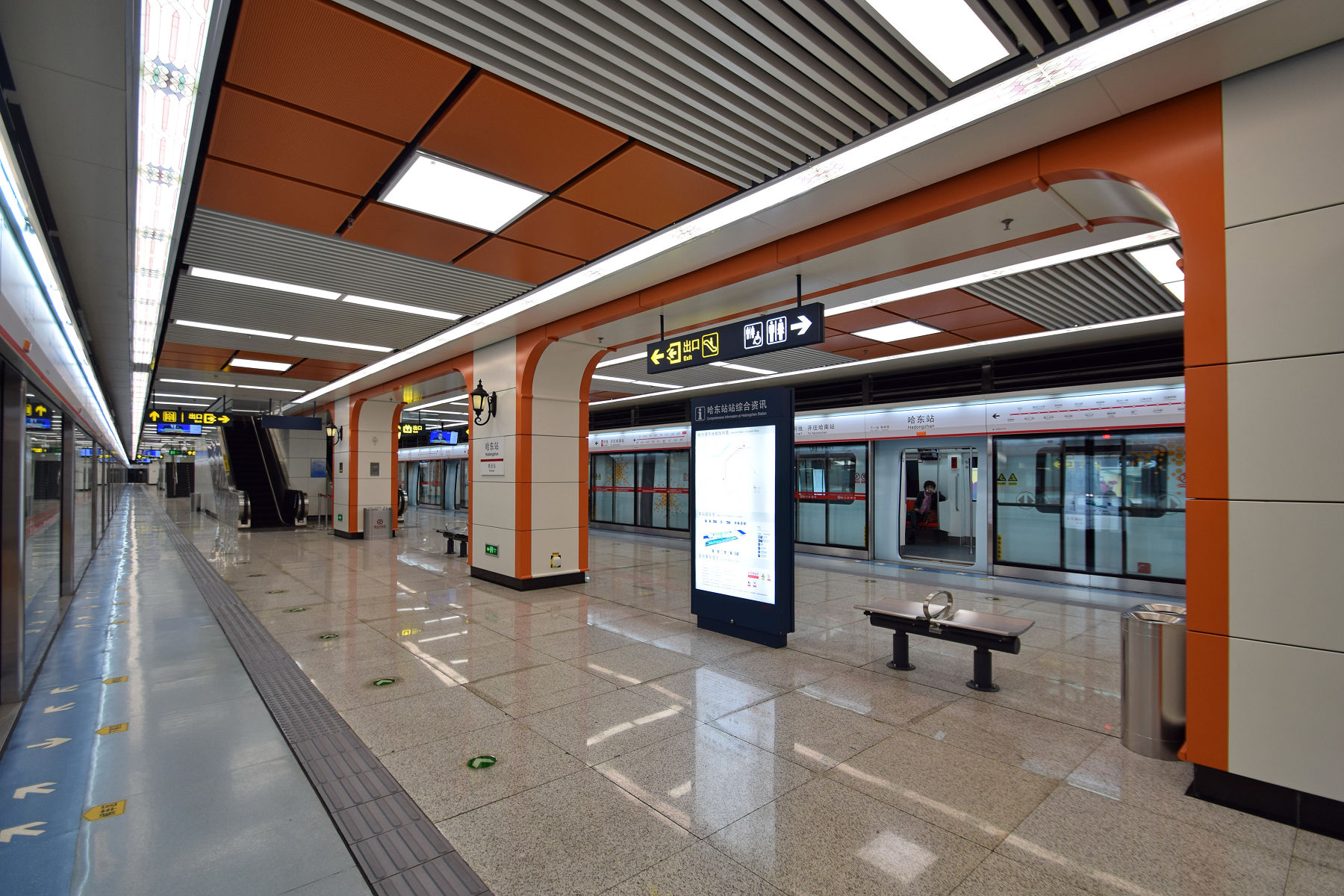
哈尔滨东站站台

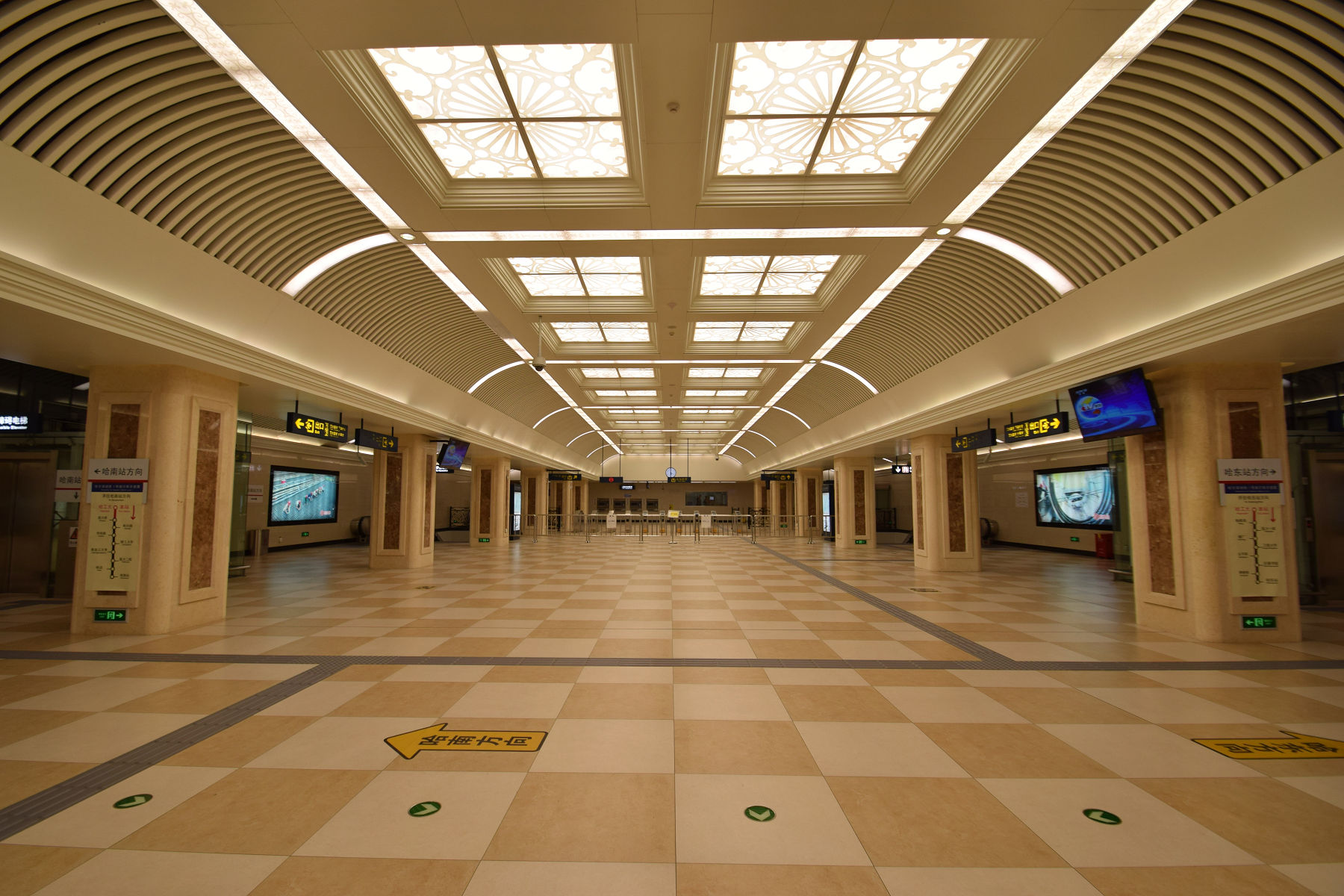
哈工大站站厅

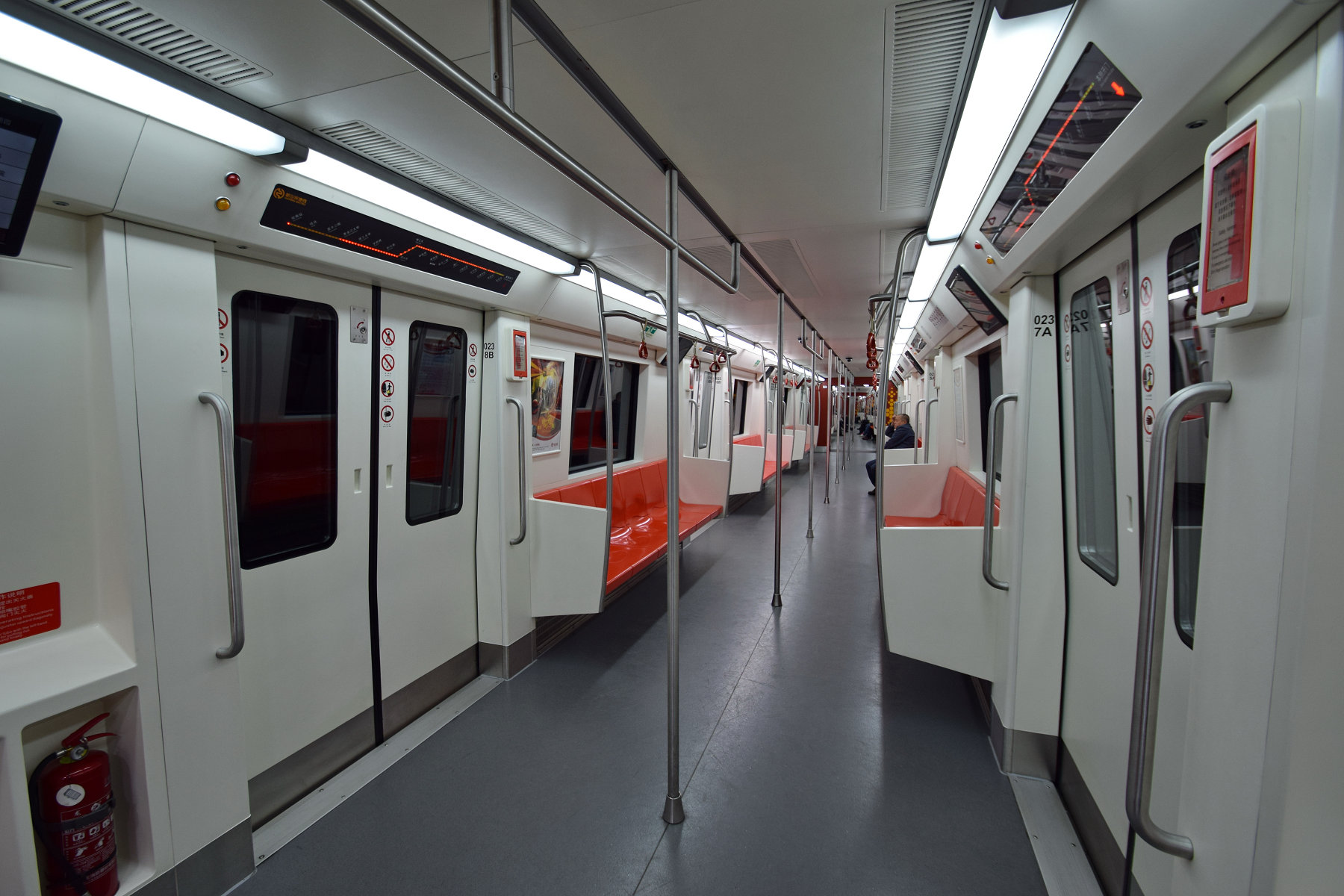
哈尔滨地铁1号线列车车厢

哈尔滨地铁1号线是沿哈尔滨市主城区东西贯穿的一条地铁线路。全长26.3公里，东起哈尔滨东站，经太平桥站、博物馆、哈工大、和兴路、学府路、医大二院等站，终到新疆大街站，共设23座车站。全线位于地下，穿越被称为哈尔滨市“龙脊”，包括东大直街、西大直街在内的东西轴线景观大道。线路标志色为 Pantone 186C 。全线分三期建设。其中一、二期工程（哈尔滨东站-哈尔滨南站）于2013年9月26日载客试运营。三期工程（哈尔滨南站-新疆大街）于2014年9月20日开工建设，2019年4月10日建成通车。

## 配置

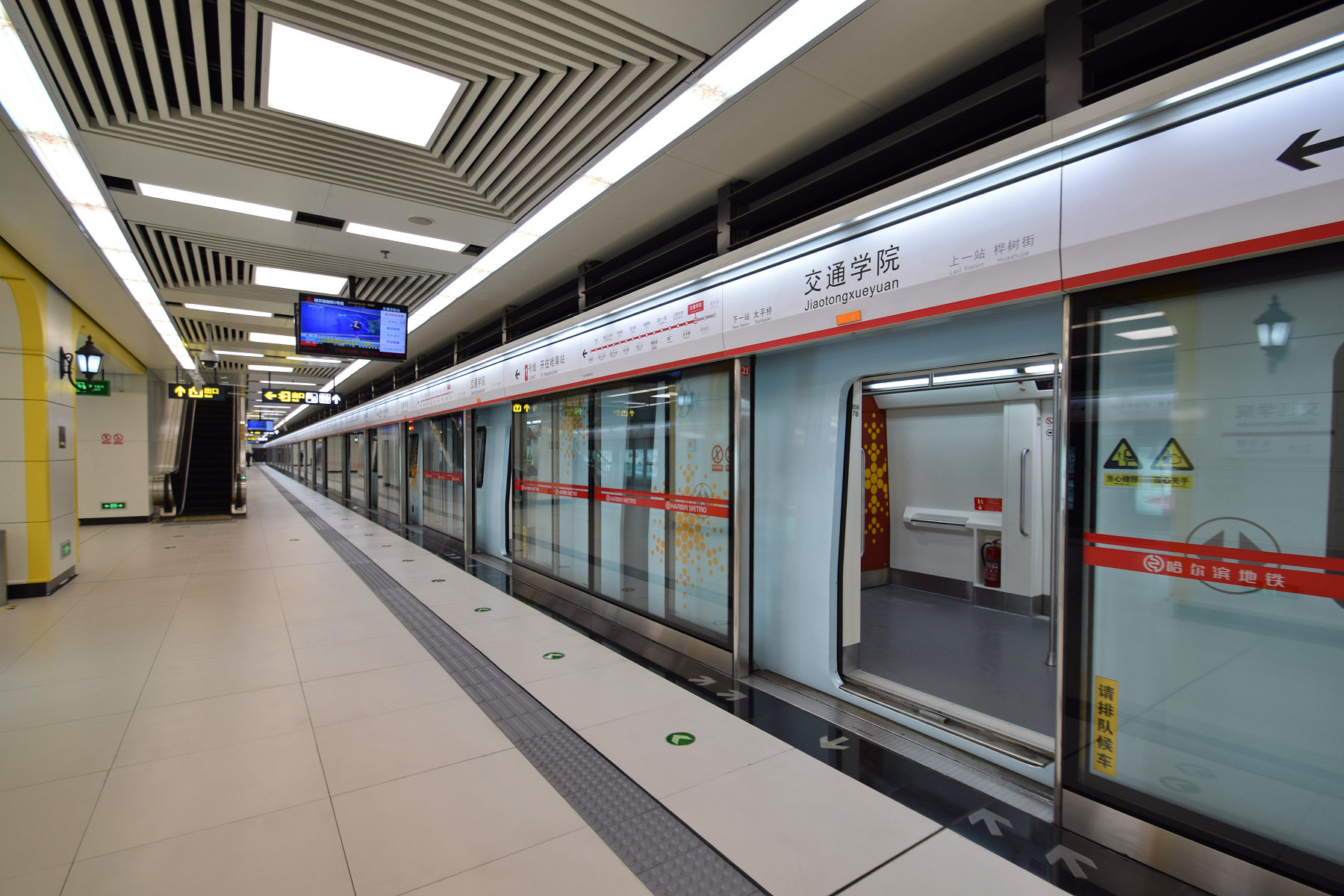
停靠在交通学院站的哈尔滨地铁1号线列车

由于哈尔滨市地铁1号线要沿用“7381”工程5.4公里的洞体，横向7.3米，纵向7.05米，该宽度仅能够满足B型车通过的要求，因此，哈尔滨市地铁1号线选用国家标准B型车。标准B型车车宽2.8米，车高3.8米，车体材料采用铝合金，有效长度19.8m，最高时速每小时80公里，每列车额定载客1460人。
哈尔滨市地铁1号线采用B2型车辆，“4动2拖”6辆编组，共17列102节车厢。2011年3月25日，长客股份公司与哈尔滨地铁集团有限公司签订了哈尔滨市轨道交通1号线一、二期工程地铁车辆采购合同，签约金额6.21亿元人民币。车辆由中国北车长春轨道客车股份有限公司制造，旅行速度不低于每小时35公里，最高可达每小时80公里，能保证车辆在零下38摄氏度低温环境下持续运行。制动控制系统首次采用6辆车为一个单元的独立通讯系统结构，分布式制动控制方式，使制动控制速度更快，不受车辆网络系统的约束，安全性能更高；车辆疲劳强度完全满足30年的使用寿命需要。其安全性、可靠性、舒适性和技术先进性，达到了国内一流水平，同时充分考虑哈尔滨的气候特点，在采暖和空调上进行了特殊设计，比如座椅下面设有电热器，每辆车上设置两台大功率空调机组，能够确保列车冬季较温暖，并确保车辆能在低温环境下持续行进。该车是目前国内自重最轻的铝合金地铁列车，一列车减重4.2吨，能够有效降低列车牵引能耗。首列车于2012年8月28日下线，但率先运抵哈市的地铁客车为第二列下线的地铁客车，第一列下线的地铁客车作为“样板车”，继续留在长春进行调试，最后一列于2013年6月交付。
站台屏蔽门采用半封闭全高安全门，由透明屏障组成。初步确定以非接触式IC卡为车票，也可以使用公交车IC卡。
哈尔滨市地铁1号线为全线双线，右侧行车，独立运营，由哈尔滨市南站站往哈尔滨东站站为上行方向。行车间隔时间为5分钟，远期目标将达到两分钟。
哈尔滨地铁1号线共有2座主变电所，分别为电表厂主变电所和太平桥主变电所，此外正线还有8座牵引混合所、12座降压所、5座跟随所共25座变电所。电表厂主变电所负责和兴路站至哈南站电力供应工作，太平桥主变电所则负责西大桥站至哈东站电力供应工作。主变电所采用集中式供电，接受城网66千伏电源，经主变压器降为35千伏，通过环网电缆为牵引变电所、降压变电所提供中压电源，哈尔滨地铁1号线环网电缆长度为46.7公里，当某一段区间供电发生问题时，其他区间可负担问题区间供电工作，保证地铁正常运行。

## 车站
哈尔滨地铁1号线共设23座车站，设车辆段1座（太平桥车辆段），停车场1座（哈南停车场）。
1号线各站点如下
| 哈尔滨地铁1号线车站列表 |              |                                                             |        |              |               |                  |              |              |              |              |              |              |              |              |
| 分期                    | 站名         | 英文站名                                                    | 位置   | 换乘         | 开通时间      | 车站形式         | 工作日       | 工作日       | 工作日       | 工作日       | 休息日       | 休息日       | 休息日       | 休息日       |
| 分期                    | 站名         | 英文站名                                                    | 位置   | 换乘         | 开通时间      | 车站形式         | 往新疆大街站 | 往新疆大街站 | 往哈尔滨东站 | 往哈尔滨东站 | 往新疆大街站 | 往新疆大街站 | 往哈尔滨东站 | 往哈尔滨东站 |
| 分期                    | 站名         | 英文站名                                                    | 位置   | 换乘         | 开通时间      | 车站形式         | 首班车       | 末班车       | 首班车       | 末班车       | 首班车       | 末班车       | 首班车       | 末班车       |
| 一期工程                | 哈尔滨东站   | Harbin East Railway Station                                 | 道外区 | 哈尔滨东站   | 2013年9月26日 | 地下岛式站台     | 6:00         | 22:30        | 不適用       | 不適用       | 6:00         | 22:30        | 不適用       | 不適用       |
| 一期工程                | 桦树街站     | Huashu Street                                               | 道外区 | 不適用       | 2013年9月26日 | 地下岛式站台     | 6:01         | 22:31        | 6:06         | 23:14        | 6:01         | 22:31        | 6:02         | 23:14        |
| 一期工程                | 交通学院站   | Jiaotongxueyuan                                             | 道外区 | 6:04         | 2013年9月26日 | 地下岛式站台     | 22:34        | 6:03         | 23:11        | 6:04         | 22:34        | 6:00         | 23:11        |              |
| 一期工程                | 太平桥站     | Taipingqiao                                                 | 道外区 | █ 3号线      | 2013年9月26日 | 地下一岛一侧站台 | 6:00         | 22:36        | 6:02         | 23:10        | 6:06         | 22:36        | 6:05         | 23:10        |
| 一期工程                | 工程大学站   | Harbin Engineering University                               | 南岗区 | 不適用       | 2013年9月26日 | 地下岛式站台     | 6:02         | 22:38        | 6:00         | 23:08        | 6:00         | 22:38        | 6:03         | 23:08        |
| 一期工程                | 烟厂站       | Tobacco Manufacturer                                        | 南岗区 | 地下侧式站台 | 2013年9月26日 | 6:00             | 22:40        | 6:07         | 23:05        | 6:02         | 22:40        | 6:01         | 23:05        |              |
| 一期工程                | 医大一院站   | The First Affiliated Hospital of Harbin Medical University  | 南岗区 | 地下侧式站台 | 2013年9月26日 | 6:01             | 22:42        | 6:05         | 23:04        | 6:03         | 22:42        | 6:00         | 23:04        |              |
| 一期工程                | 博物馆站     | Museum of Heilongjiang Province                             | 南岗区 | 地下侧式站台 | █ 2号线       | 2014年9月26日    | 6:00         | 22:43        | 6:03         | 23:02        | 6:05         | 22:43        | 6:07         | 23:02        |
| 一期工程                | 铁路局站     | Harbin Railway CO.,Ltd                                      | 南岗区 | 地下侧式站台 | 不適用        | 2013年9月26日    | 6:01         | 22:45        | 6:01         | 23:00        | 6:07         | 22:45        | 6:05         | 23:00        |
| 一期工程                | 哈工大站     | Harbin Institute of Technology                              | 南岗区 | 地下侧式站台 | 6:03          | 2013年9月26日    | 22:47        | 6:00         | 22:58        | 6:00         | 22:47        | 6:03         | 22:58        |              |
| 一期工程                | 西大桥站     | Xidaqiao                                                    | 南岗区 | 地下侧式站台 | 6:00          | 2013年9月26日    | 22:49        | 6:06         | 22:57        | 6:01         | 22:49        | 6:01         | 22:57        |              |
| 一期工程                | 和兴路站     | Hexing Road                                                 | 南岗区 | 地下岛式站台 | 6:01          | 2013年9月26日    | 22:51        | 6:04         | 22:55        | 6:03         | 22:51        | 6:00         | 22:55        |              |
| 一期工程                | 学府路站     | Xuefu Road                                                  | 南岗区 | 地下岛式站台 | 6:04          | 2013年9月26日    | 22:53        | 6:02         | 22:53        | 6:05         | 22:53        | 6:05         | 22:53        |              |
| 一期工程                | 理工大学站   | Harbin University of Science and Technology                 | 南岗区 | 地下岛式站台 | 6:00          | 2013年9月26日    | 22:55        | 6:00         | 22:51        | 6:00         | 22:55        | 6:03         | 22:51        |              |
| 一期工程                | 黑龙江大学站 | Heilongjiang University                                     | 南岗区 | 地下岛式站台 | 6:02          | 2013年9月26日    | 22:57        | 6:07         | 22:49        | 6:02         | 22:57        | 6:02         | 22:49        |              |
| 一期工程                | 医大二院站   | The Second Affiliated Hospital of Harbin Medical University | 南岗区 | 地下岛式站台 | █ 3号线       | 2013年9月26日    | 6:04         | 22:59        | 6:04         | 22:47        | 6:04         | 22:59        | 6:00         | 22:47        |
| 二期工程                | 哈达站       | Hada                                                        | 南岗区 | 地下岛式站台 | 不適用        | 2013年9月26日    | 6:00         | 23:01        | 6:02         | 22:44        | 6:06         | 23:01        | 6:06         | 22:44        |
| 二期工程                | 哈尔滨南站   | Harbin South Railway Station                                | 南岗区 | 地下岛式站台 | 哈尔滨南站    | 2013年9月26日    | 6:02         | 23:04        | 6:00         | 22:42        | 6:00         | 23:04        | 6:04         | 22:42        |
| 三期工程                | 同江路站     | Tongjiang Road                                              | 香坊区 | 地下岛式站台 | 不適用        | 2019年4月10日    | 6:04         | 23:06        | 6:04         | 22:40        | 6:01         | 23:06        | 6:02         | 22:40        |
| 三期工程                | 瓦盆窑站     | Wapenyao                                                    | 香坊区 | 地下岛式站台 | 2019年9月28日 | 6:00             | 23:08        | 6:02         | 22:37        | 6:04         | 23:08        | 6:00         | 22:37        |              |
| 三期工程                | 镜泊路站     | Jingpo Road                                                 | 香坊区 | 地下岛式站台 | 2019年4月10日 | 6:02             | 23:11        | 6:00         | 22:35        | 6:00         | 23:11        | 6:05         | 22:35        |              |
| 三期工程                | 渤海路站     | Bohai Road                                                  | 香坊区 | 地下岛式站台 | 2019年4月10日 | 6:05             | 23:14        | 6:02         | 22:32        | 6:03         | 23:14        | 6:02         | 23:32        |              |
| 三期工程                | 新疆大街站   | Xinjiang Street                                             | 平房区 | 地下岛式站台 | 2019年4月10日 | 不適用           | 不適用       | 6:00         | 22:30        | 不適用       | 不適用       | 6:00         | 22:30        |              |

## 工期

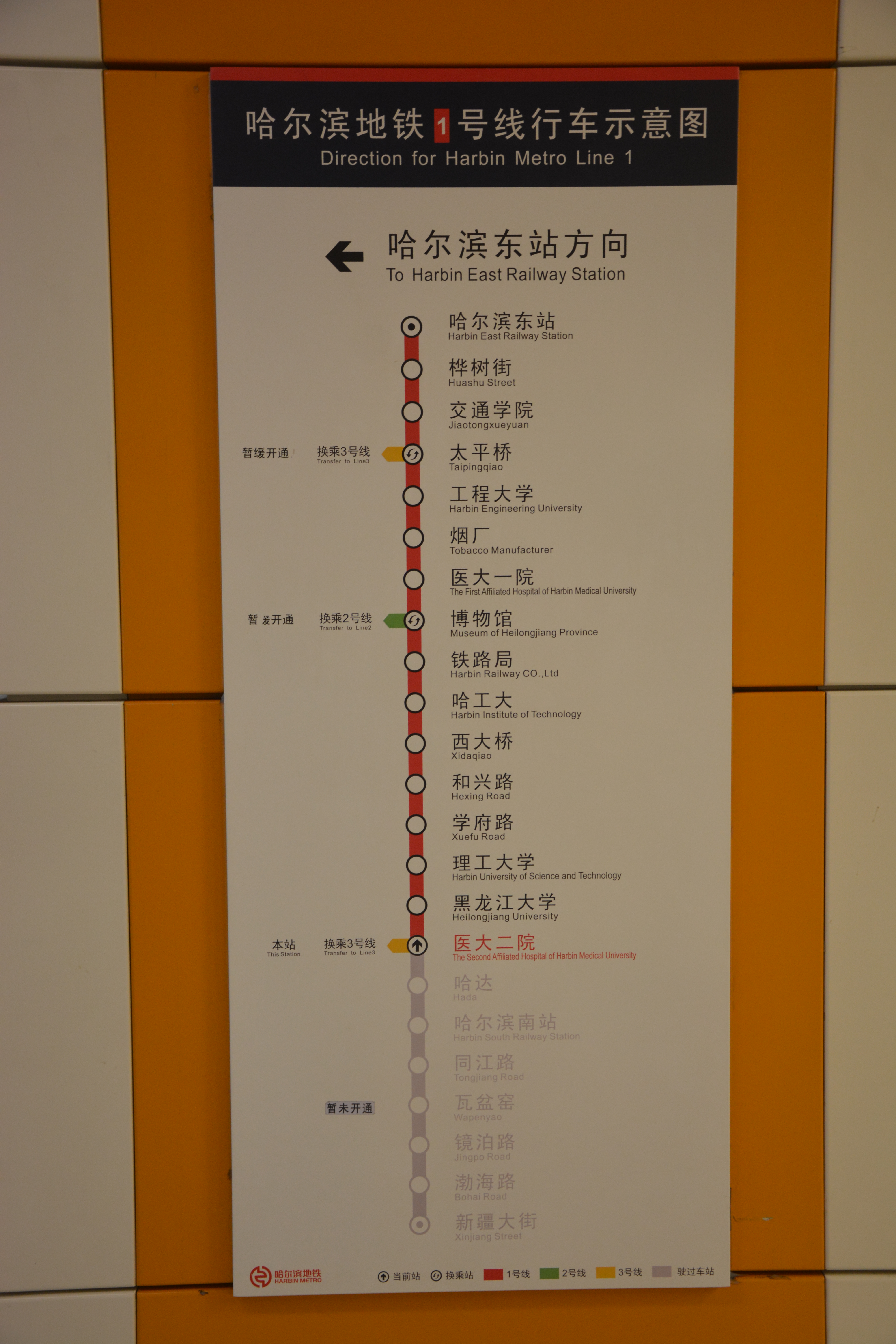
在醫大二院站的1號線行車示意圖（攝於2019年6月，可見瓦盆窯站尚未開通）

哈尔滨地铁1号线利用“7381”工程隧道和既有车站，于2008年9月29日开工的哈尔滨地铁1号线一期工程线路全长14.33公里，西起南岗区保健路医大二院，沿学府路、大直街，东至道外区哈尔滨东站，其中利用“7381”人防隧道5.4公里，建设内容包括16座车站、1座维修中心、1座控制中心、2座地面主变电所及机电设备系统等配套设施，初步设计概算投资87.1亿元，总工期4年。1号线二期工程北起医大二院，南至哈尔滨南站，全长3.15公里，建设内容包括2座车站、1座停车场，概算投资16.41亿元，与一期工程同步建设、同步竣工、同步运营。
- 2009年11月，学府路段工程顺利完工，[17]医大二院、黑大、理工大学、电表厂（今学府路）、工程大学5座车站已完成主体施工，其中，学府路上4座车站的管线回迁和道路铺装已经全部完成，其它10座车站主体已经完成总工程量的25%[10]。

- 2010年6月，地铁1号线一期工程西大桥车站主体工程封顶。西大桥车站主体工程施工历时427天，比原计划提前33天竣工，是当年地铁全线第一个完成主体结构封顶的车站。同时地铁工程10个车站和15个隧道区间正紧锣密鼓地同步施工。[18]随后，一期工程西大桥站，西大直街、通达街至汉阳街路段于7月11日完成路面结构工程，并于7月13日开放路面，恢复交通。这也成为哈尔滨地铁1号线首条完成路面结构工程并恢复通车的道路。 [19]

- 2010年11月初，地铁1号线一期工程终点站和最大的车站——哈东站车站主体封顶，同时一期工程和二期工程18个车站中已有12个车站封顶。分别是哈东站、农科院站（今哈达）、医大二院、黑龙江大学、理工大学、电表厂（今学府路）、清滨公园（今和兴路）、西大桥、铁路局、龙江街（今医大一院）、烟厂、工程大学。地铁1号线区间隧道已累计完成4957米，完成区间总量的36%。[20]

- 至2011年初，1号线的15座车站主体竣工，进入装修阶段，部分区间隧道也实现了贯通[21]，计划2012年年底实现通车，2013年载客试运行，投入运营后，运送能力每天可达27.5万人次，沿线地面公交车可以减少4500车次[22]。

- 2011年3月初，位于西大直街与和兴路交口的控制中心已实现主体封顶，地铁隧道建设已经完成过半，全长14.2公里的隧道，已经完成7.9公里。清滨公园（今和兴路）至电表厂（今学府路）车站的隧道已经具备铺轨条件，6月份起陆续开始铺轨[22]。

- 2011年6月11日起，施工单位开始从清滨公园（今和兴路）往医大二院方向进行轨道铺设，铺轨施工中分为普通道床和减震道床，普通道床每天铺轨长度在75米左右，减震道床每天在50米左右[23]。

- 2012年5月初，1号线最后一个开建的站台，地铁1号线博物馆站开始主体施工。[24]

- 2012年8月初，一期工程18个车站中唯一采用暗挖法施工的车站——教化广场站（今哈工大）主体结构完工。至此，地铁1号线一、二期工程的18座车站中，除博物馆站外其余17座全部完成主体施工。[25]

- 2012年8月底，地铁1号线土建工程已经完成总量的98%。哈尔滨市地铁1号线的全线18座车站已经完成17座车站的主体施工，仅剩博物馆站正在施工。全线119个出入口和风亭等附属结构已经完成96个。全线16.4公里区间隧道已经全部完成。控制中心的土建工程已完成。车辆段土建工程已完成总量的过半，停车场已完成部分基础施工。车站的风、水、电设备安装工作正在进行，铺轨工程已经超过总量的60%。将年底前实现1号线工程全线洞通、轨通、电通、车通。9月末，完成剩余的全线区间隧道施工，实现全线“洞通”；11月，完成剩余的轨道铺设，实现全线“轨通”；12月末，完成供电、通风、通信、信号、安全门、自动售检票、气体灭火等13大系统的主要设备安装，实现全线“电通”，全部车辆进入正线区间，开始热滑，实现“车通”目标。[4]

- 2012年9月初，哈尔滨地铁1号线轨道铺设已完成总量6成以上，预计10月底完成全部正线轨道铺设，年底前达到竣工验收条件。目前，从农科院（今哈达）至教化广场（今哈工大）区间的双线约14公里轨道铺设已经完成；从哈东站至烟厂间的六站5区间双线约10公里的轨道铺设已经完成，正线轨道铺设已经超过总量的6成。哈尔滨地铁1号线全长17.466公里，但总铺轨长度约为53.544公里。轨道铺设中采用了无缝线路焊接技术，无缝接轨的长度达2公里左右[23]。
- 2013年1月9日：开始空载试运行。[26]。
- 2013年9月8日：向公众发放免费开放观光，模拟试运营。
- 2013年9月26日：开通运营。
- 2014年9月20日：三期工程（哈南站-新疆大街）开工建设。
- 2014年9月26日：博物馆站开通运营。
- 2015年8月1日：1号线全线车站实施安检。[27]
- 2019年4月10日：一号线三期开通运营，瓦盆窑站暂不开通[28]。
- 2019年9月28日：三期工程的瓦盆窑站正式开通运营[29]。
- 2024年11月10日至2025年1月18日：为治理改善地铁隧道周边地质条件，对相关设备系统进行更新改造，交通学院站至哈尔滨东站停止运营。运营区段调整为新疆大街站至太平桥站，期间太平桥站至哈尔滨东站双向提供免费公交接驳服务[30]。

## 未来规划
- 2016年4月18日，哈尔滨地铁集团官方网站发布《哈尔滨市城市轨道交通二期建设规划（2017~2022年） 环境影响评价公示》[31]，1号线四期工程包含在建设规划内，此工程为已运营1号线一、二期工程的东延伸线，线路起自哈东站，下穿铁路后拐向哈东路，之后沿哈东路敷设至东化工路，分别在三环路和东化工路设站，共2站2区间，全部为地下线，长约2.6km，总投资额约17.5亿元。

## 招标与承包
2008年10月23日黑龙江省建工集团承揽了哈地铁项目医大二院地铁出站口项目，合同签约额7500万元。

## 相关参考
1. ↑  . 哈尔滨市人民政府. 百姓谈. 2021-12-20  [2021-12-20]. （原始内容存档于2021-12-20）.
2. 1 2 3 4  .   [2012-08-29]. （原始内容存档于2013-11-13）.
3. ↑  .   [2011-03-26]. （原始内容存档于2015-06-10）.
4. 1 2 3  .   [2012-08-30]. （原始内容存档于2013-11-13）.
5. 1 2  .   [2012-08-15]. （原始内容存档于2012-12-09）.
6. ↑  .   [2012-09-09]. （原始内容存档于2012-10-30）.
7. ↑  .   [2011-03-26]. （原始内容存档于2013-11-13）.
8. ↑  .   [2008-06-07]. （原始内容存档于2016-03-05）.
9. ↑  .   [2008-08-20]. （原始内容存档于2009-06-11）.
10. 1 2  地铁选定铝合金B型车[永久]
11. ↑  地铁1号线设计最高时速80公里[永久]
12. ↑  .   [2012-10-12]. （原始内容存档于2016-03-04）.
13. ↑  地铁一号线站点介绍及公交换乘信息 （页面存档备份，存于）.哈尔滨地铁网,2013-9-16
14. ↑   (PDF).   [2015-11-22]. （原始内容存档 (PDF)于2015-11-22）.
15. ↑  .   [2008-09-10]. （原始内容存档于2016-03-06）.
16. ↑  .   [2021-01-17]. （原始内容存档于2018-07-30）.
17. ↑  学府路一周内恢复通车[永久]
18. ↑  西大桥地铁站主体工程封顶[永久]
19. ↑  .   [2010-07-14]. （原始内容存档于2015-06-10）.
20. ↑  地铁1号线哈东站主体昨日封顶[永久]
21. ↑  .   [2011-02-22]. （原始内容存档于2016-03-05）.
22. 1 2  .   [2011-03-09]. （原始内容存档于2013-11-13）.
23. 1 2  .   [2012-09-05]. （原始内容存档于2015-06-10）.
24. ↑  .   [2012-05-08]. （原始内容存档于2012-08-19）.
25. ↑  .   [2012-08-03]. （原始内容存档于2016-03-04）.
26. ↑  哈尔滨地铁1号线试运行 （页面存档备份，存于）.2013年1月9日
27. ↑  .   [2015-11-12]. （原始内容存档于2015-11-12）.
28. ↑  . 龙头新闻. 2019-04-08  [2019-04-08].
29. ↑  . www.hljnews.cn.   [2019-11-02]. （原始内容存档于2019-11-02）.
30. ↑  . 央广网 (哈尔滨日报). 2024-11-09  [2024-11-10]. （原始内容存档于2024-11-10）.
31. ↑  .   [2016-04-30]. （原始内容存档于2016-05-09）.